# OFCネイションズカップ1973
OFCネイションズカップ1973は、第1回目のOFCネイションズカップであり、オセアニア各国の代表チームによって争われるサッカーの大会である。本大会は、ニュージーランドのオークランドで1973年2月17日から2月24日にかけて行われ、地元ニュージーランドが優勝を決めた。

## 出場国
- ニュージーランド (開催国)
- フィジー
- タヒチ
- ニューカレドニア
- ニューヘブリディーズ

## 結果
1973年2月17日
| タヒチ | 2 - 1 | ニューカレドニア |

| ニュージーランド | 5 - 1 | フィジー |

1973年2月18日
| ニューカレドニア | 4 - 1 | ニューヘブリディーズ |

| ニュージーランド | 1 - 1 | タヒチ |

1973年2月20日
| ニューカレドニア | 2 - 0 | フィジー |

| タヒチ | 0 - 0 | ニューヘブリディーズ |

1973年2月21日
| ニューヘブリディーズ | 2 - 1 | フィジー |

| ニュージーランド | 2 - 1 | ニューカレドニア |

1973年2月23日
| タヒチ | 4 - 0 | フィジー |

| ニュージーランド | 3 - 1 | ニューヘブリディーズ |

## 最終結果
|                      | 点 | 試 | 勝 | 分 | 負 | 得 | 失 |
| -------------------- | -- | -- | -- | -- | -- | -- | -- |
| ニュージーランド     | 7  | 4  | 3  | 1  | 0  | 11 | 4  |
| タヒチ               | 6  | 4  | 2  | 2  | 0  | 7  | 2  |
| ニューカレドニア     | 4  | 4  | 2  | 0  | 2  | 8  | 5  |
| ニューヘブリディーズ | 3  | 4  | 1  | 1  | 2  | 4  | 8  |
| フィジー             | 0  | 4  | 0  | 0  | 4  | 2  | 13 |

| OFCネイションズカップ1973優勝国 |
| ------------------------------- |
| · ニュージーランド · 初優勝     |